# 기노시타 시오리
기노시타 시오리(일본어: 木下 栞, 1992년 8월 17일 ~ )는 일본의 여자 축구 선수이다.

## 구단 경력
나데시코 리그, WE리그의 닛테레 벨레자, AC 나가노 파르세이루, AS 엘펜 사이타마에서 활동했다.

## 국가대표팀 경력
그녀는 2010년 FIFA U-20 여자 월드컵에 참가할 일본 U-20 국가대표팀에 발탁되었으며, 1경기에 출전했다. 2012년 FIFA U-20 여자 월드컵에도 출전, 6경기에 출전 기록했으며 3위에 기여했다.